# 오사카시 교통국 20계 전동차
오사카 시 교통국 20계 전동차(일본어: 大阪市交通局20系電車)는 오사카 시 교통국 20계 전동차의 최초 모델로 1984년부터 1989년까지 제작된 차량으로 오사카 시영 지하철 주오 선에 도입하기 위해 투입되었다.

## 개요
1984년에 주오 선용 2601F가, 1985년 말에 주오 선용 2602F - 2605F가, 1989년에는 주오 선용 2606F - 2607F, 타니마치선용 최초의 냉방차가 되는 2631F - 2639F가 모두 6량 편성( 총 96 양)에서 제조되었다. 투입선구마다 0번대와 30번대로 구분되었지만, 긴테쓰 승입 관계의 설비의 유무와 라인 칼라가 다른 이외는 기본적으로 동일 설계이며, 경피의 변경, 행선지 표시기에의 영자 표기 추가 나 그 설정기의 변경이라고 하는 양산중에 행해진 몇 안되는 사양 변경점도 모두, 양번 대차의 동시기 제조분에 동일하게 적용되고 있다.
차량 가격은 선행 제조한 2601F의 경우 1편성(6량)으로 7억 3,000만엔.

## 차량 개요

### 외부
10계와 마찬가지로 측창으로서 2단 상승창을 갖춘 박공 구조의 알루미늄 합금제 차체이다.
알루미늄 합금의 제작 방법의 발전에 의해, 외판과 골조가 일체가 된 대형 압출 형재를 조합하여 지붕이나 측구체를 제작하고, 이들을 자동 용접에 의해 접합함으로써 절력화를 실현하고 있다 [4]. 바닥구조는 중공구조의 알루미늄 압출형재를 조합한 것으로, 구체의 횡보는 생략되어 있어, 중공형재에는 일체 성형된 커튼 레일 형상의 기기의 홈 홈이 있어, 특수 볼트를 개재하여 바닥 바닥 장비를 매달고 있다[4]. 이것은 장비를 걸기위한 빔에 의존하지 않고 장치를 유연하게 배치 할 수있는 구조입니다 [4]. 또한, 중공형재 내부를 전선 덕트로서 사용하고 있어, 전선 덕트의 삭감 등 합리적인 구조가 된다[4].
또 종래보다 105mm 얇아진 신형 냉방 장치의 개발에 의해 당시의 10계에서는 1단 낮아져 있던 양단부분의 천장이 다른 것과 동일 평면으로 되어, 냉방의 송풍구도 통상의 슬릿형이 되는 등 내장 더 세련된 것이 되어 있어 개발 시기의 차이를 반영하여 10계보다 한 걸음 나아간 설계 [주 11]가 되고 있다.
전면은 10계와 같이 주연부에 프레임형의 FRP제 엣지 장식을 장착하는 소위 액자 스타일이지만, 유리창이 10계와 달리 상변이 지붕과의 접합부까지 닿지 않고 본래의 창틀 상부에 마련된 방향막의 부분에서 멈추고, 그 대신에 창 주변을 블랙으로 도장하는 당시 유행의 스타일이 도입되고 있다. 이 때문에, 전조등과 표지등은 전면창 상부의 처마 좌우에 각 1등씩 각형등구를 좌우로 나란히 일체화한 유닛을 배분해 매입되고 있어, 10계에 가깝지만 고유성이 높은 디자인 되어 있다.
냉방장치는 10계에서의 실적을 바탕으로 개발된 신형 초박형 냉방장치인 미쓰비시전기 CU-74C 및 도시바 RPU-4410[주12]을 탑재한다. 개발 당시의 기술로 극한에 가까운 박형화를 실현하고 있던 10계용 냉방 장치[주 13]였지만, 그 후의 기술의 진보, 특히 스크롤형 컴프레서의 실용화에 의해 보다 한층의 박형화가 가능 20계 개발에 맞추어 두께 300mm와 기존 대비 약 74%로 실용화가 도모되었다[주14]. 외관상은 지붕 높이 등 거의 변화하지 않고, 박형화의 혜택은 모두 객실내의 천장 높이 인상에 돌려져 있어, 10계로 압박감을 주고 있던 차내 양단부의 냉방 장치의 노출 부가 없어져 통상 부분과 같은 루버가 설치되어 있다.

## 갱신 공사
2000년부터는 휠체어 스페이스의 설치가, 2002년부터는 측면 목적지 표시기와 차내 안내 표시 장치의 설치가 개시되었다.
중앙선에 배속된 차량 가운데 2601F와 2602F는 차체 측면 전체에 연선 관광지인 카이유칸의 고래상어 등을 그린 랩핑필름이 베풀어졌다. 이 2편성은 랩핑 필름이 벗겨진 후에 측면 목적지 표시기가 부착되었다.

## 폐차
제1편성의 2601F는 2014년 8월 21일 아침 러쉬시의 운용을 마지막으로 영업 운전을 종료하고, 같은 달 25일부로 폐차가 되었다. 영업 운전 종료시에, 7월 23일부터 「안녕 20-01편성 많은 승차 감사합니다」라고 쓰여진, 20계의 일러스트 속에 오사카성과 카이유칸도 그려진 헤드 마크가 게시되어 [8] [주 24]. 이에 따라 23계 06편성이 2013년 3월 다이어 개정으로 운용이 삭감되고 있던 4개교선에서 중앙선으로 전속되어 24계 제56편성으로 사용되고 있었지만, 2023년 1월 에 네 개의 다리선으로 돌아왔다.
남은 15편성에 대해서도, 2022년 7월부터 도입의 신형 차량 30000A계 및 2023년 6월부터 도입의 400계로 순차적으로 교체되고 있다.

## 편성표
| 편성 | 도입 시기        | 개조 시기        | 운행 중단 시기  | 비고                |
| ---- | ---------------- | ---------------- | --------------- | ------------------- |
| 2601 | 1984년 3월 28일  | 2004년 5월 31일  | 2014년 8월 25일 |                     |
| 2602 | 1985년 10월 17일 | 2005년 11월 7일  |                 |                     |
| 2603 | 1985년 11월 5일  | 2005년 2월 17일  |                 |                     |
| 2604 | 1985년 11월 25일 | 2004년 9월 6일   |                 |                     |
| 2605 | 1985년 12월 16일 | 2006년 7월 14일  |                 |                     |
| 2606 | 1989년 6월 15일  | 2006년 3월 7일   |                 |                     |
| 2607 | 1989년 6월 29일  | 2005년 4월 8일   |                 |                     |
| 2631 | 1989년 5월 25일  | 2006년 8월 2일   |                 | 구, 다니마치선 출신 |
| 2632 | 1989년 5월 26일  | 2005년 10월 20일 |                 | 구, 다니마치선 출신 |
| 2633 | 1989년 6월 12일  | 2005년 7월 11일  |                 | 구, 다니마치선 출신 |
| 2634 | 1989년 6월 8일   | 2004년 10월 2일  |                 | 구, 다니마치선 출신 |
| 2635 | 1989년 6월 13일  | 2004년 7월 20일  |                 | 구, 다니마치선 출신 |
| 2636 | 1989년 6월 27일  | 2006년 1월 16일  |                 | 구, 다니마치선 출신 |
| 2637 | 1989년 6월 20일  | 2005년 5월 11일  |                 | 구, 다니마치선 출신 |
| 2638 | 1989년 6월 26일  | 2005년 1월 24일  |                 | 구, 다니마치선 출신 |
| 2639 | 1989년 6월 30일  | 2006년 2월 14일  |                 | 구, 다니마치선 출신 |

## 신20계
신20계(신20케이)는 기본설계의 공통되는 21계·22계·23계·24계·25계의 각 계열의 관용적인 총칭이다. 5계열 합계로 87편성 560량이 제조, 한층 더 2005년에 24계를 베이스로 한 오사카항 트랜스포트 시스템의 OTS계 2편성 12량도 신 20계에 편입되어, 2017년 현재는 합계 89편성 572량 가 재적한다. 국제 꽃과 초록의 박람회가 개최된 1990년에 등장해, 최초로 도입된 것은 다니마치선 22계와 4개 다리선 23계로, 제1편성은 모두 1990년 4월에 입적, 같은 해 안에 순차적으로 영업운전에 들어갔다.

자세한 내용은 여기를 참조
21계 (미도스지 선) 
22계 (다니마치 선) 
23계 (요쓰바시 선) 
24계 (주오 선) 
25계 (센니치마에 선) 